# Лісабонська стратегія
Лісабо́нська страте́гія (англ. Lisbon Strategy) — нова стратегічна мета Європейського Союзу, спрямована на підвищення його глобальної конкурентоспроможності через економічне оновлення та поліпшення в соціальній сфері й охороні довкілля. Європейська Рада в Лісабоні в березні 2000 року визначила для Європейського Союзу завдання на наступне десятиліття: стати найконкурентоспроможнішою та найдинамічнішою у світі економікою, що базується на знаннях, здатна до постійного зростання, забезпечує більше найкращих робочих місць та тісніше соціальне гуртування. 